# 223号纽约州州道
223号纽约州州道（英語：New York State Route 223）是纽约州的一条州级公路，全长20.1公里，於1930年通車。剛通車時該州道並沒有像現在這樣短。20世纪50年代初，州道縮減到目前的長度。道路全境均位於希芒縣境內。

## 路线说明

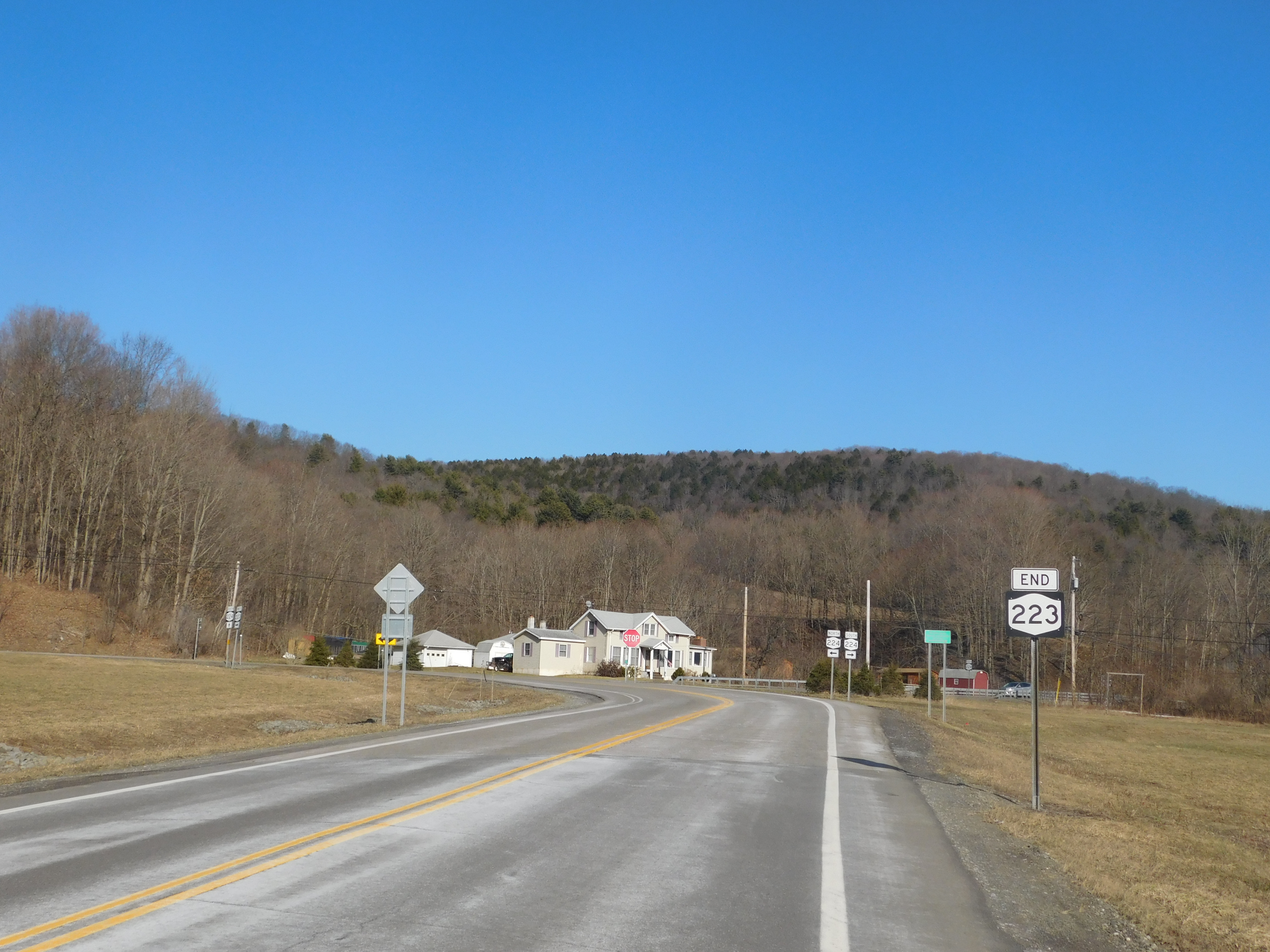
纽约州223州道的東端位於范埃滕